# Jelena Šunjić
Jelena Šunjić (* 4. Januar 1994 in Metković) ist eine kroatische Volleyballspielerin.

## Karriere
Šunjić begann ihre Karriere bei HOK Čapljina. Danach spielte sie bei HAOK Mladost Zagreb und OK Marina Kaštela. 2012 nahm die Diagonalangreiferin mit dem kroatischen Nachwuchs an der Junioren-Europameisterschaft teil. 2013 begann sie ihr Studium an der Bowling Green State University im US-Bundesstaat Ohio und spielte in der Universitätsmannschaft. Dabei erhielt sie mehrere individuelle Auszeichnungen. Im Juli 2017 gab Šunjić ihr Debüt in der kroatischen Nationalmannschaft, mit der sie anschließend auch am World Grand Prix teilnahm. Zur gleichen Zeit wurde sie vom deutschen Bundesligisten Ladies in Black Aachen verpflichtet. Mit Aachen kam sie ins Playoff-Halbfinale. Danach verließ sie den Verein zurück zu HAOK Mladost Zagreb. Nach einer Saison 2019/20 beim belgischen Interfreight Antwerpen kehrte Šunjić zurück zur deutschen Bundesliga zu VfB Suhl Lotto Thüringen. 2022 fiel sie bei einem Vorbereitungsspiel zur Saison 2022/23 mit einem Kreuzbandriss aus.